# 寝煙草の危険
『寝煙草の危険』（ねたばこのきけん、Los peligros de fumar en la cama）は、2009年11月にアルゼンチンで出版された、マリアーナ・エンリケスによるサイコロジカルホラー短編集。日本では宮崎真紀による翻訳で国書刊行会から2023年5月22日に出版された。
本作は批評家から称賛され、2021年のブッカー国際賞の最終選考に残った。

## 背景

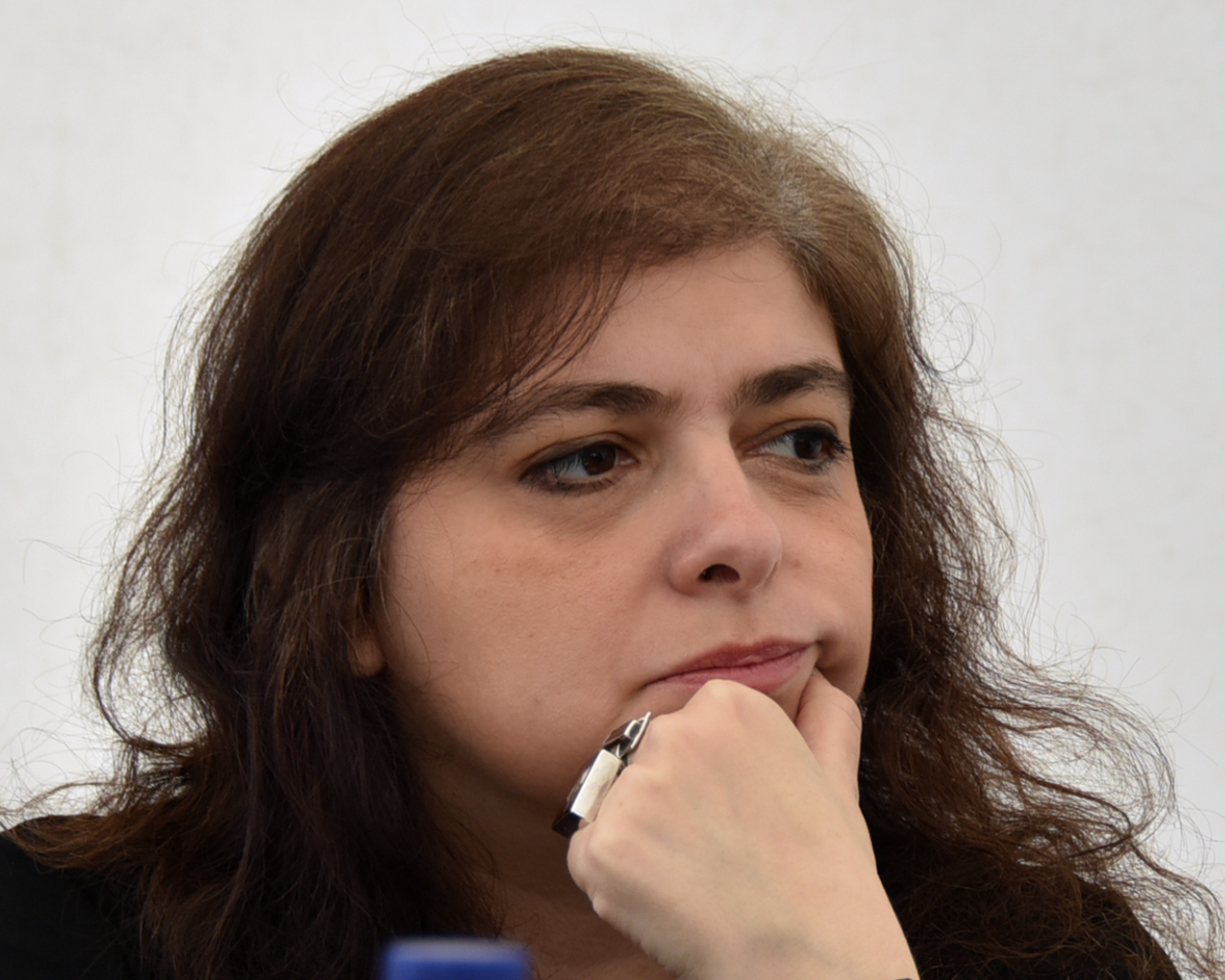
マリアーナ・エンリケス

マリアーナ・エンリケス（1973年生まれ）はブエノスアイレス出身のアルゼンチンの作家。現在、エンリケスはアルゼンチンの新聞パヒナ/12の芸術文化担当の副編集長をつとめている。また、 Bajar es lo peor（1995年）、Cómo desaparacer completamente（2004年）、Chicos que vuelven（2010年）、Las cosas que perdimos en el fuego（2016年）、Nuestra parte de noche（2019年）などの書籍も出版されている。作品はドイツ語、英語、日本語に翻訳されており、世界中で出版されている。
エンリケスの文学はラテンアメリカの都市部に根ざしており、自身の人生に基づくリアルな設定となっている。ラテンアメリカの神話、地元の都市伝説と犯罪、非キリスト教の聖人や地元の問題にひねりを加えて、ホラーストーリーに文化を組み込んでいる。エンリケスは、自分の文章の不吉な性質は、現実と幻想をぼかすテクニックによるものと信じている。

## 各話のあらすじ
「ちっちゃな天使を掘り返す」（El desentierro de la angelita）
少女が裏庭で小さな骨をみつけ、祖母はそれが赤ん坊のときに死んだ自分の妹のアンヘリータだと主張する。数年後、腐りかけの赤ん坊が少女のそばに現れ、少女はこの赤ん坊がアンヘリータだと気づく。アンヘリータは少女について回るが話すことはない。ある日、少女はアンヘリータと和解するために、骨が移された家にアンヘリータを連れて行く。
「湧水池の聖母」（La Virgen de la tosquera）
友達グループが毎週末遊水地を訪れる。ある日、ディエゴがみんなで遊水地の祠に行くことを提案するが、女の子たちが祠に到着するとディエゴとシルビアはみんなを無視する。ナタリアが祠で祈っていると、凶暴な犬が現れてディエゴとシルビアを取り囲む。シルビアとディエゴの叫び声が遠くで聞こえる中、ナタリアは他の女の子たちをバス停まで先導する。
「ショッピングカート」（El carrito）
ある日の午後、泥酔した男が荷物を満載したカートを押してふらふらと近所にやってくる。男は近辺を恐怖に陥れ、激怒した住人たちは男を追い払う。残された男のカートの荷物が腐り始め、2週間後、近辺で不幸が連続し始める。地域の極度の衰退の原因はカートの存在だと非難する人もいる。ある少女の家族は、他の家族ほど苦労していないが、逃げる以外の選択肢がなくなるまでその事実を隠している。
「井戸」（El aljibe）
ホセフィーナは家族旅行中に魔女と噂される「奥さん」の家を訪れる。旅行のあと、ホセフィーナは新たな恐怖と不安に襲われ、普通の生活を送ることができなくなる。ある日、ホセフィーナは「奥さん」が助けてくれることを期待した再び訪ねる。「奥さん」はホセフィーナに、残念ながら家族の悪霊を彼女に移したことを告げ、ホセフィーナは取り乱して井戸に身を投げようとする。
「哀しみの大通り」（Rambla Triste）
ソフィアはバルセロナにいる友人のフリエタを訪ねるが、その街はソフィアが覚えているものと同じではなかった。フリエタはソフィアに、ランブラス・デル・ラバルには数え切れないほどの子供たちの魂が住んでおり、彼らは人々に自分たちと同じように苦しんでもらいたいと考えており、そのため子供たちが人々を狂わせ、そこから出られないようにするのだと話す。ソフィアは怖気づくが、フリエタはできるだけ早く逃げるつもりだと言う。
「展望塔」（El mirador）
「彼女」はホテルの廃墟となった展望塔に住む存在である。「彼女」は一人ぼっちのエリナという女性客に目をつけ、少女の姿を取ってエリナを説得して展望塔を訪れるように誘う。翌日、エリナが塔に登ると「彼女」がエリナを塔に閉じ込め、最終的にエリナが死んで自分の立場を引き継ぎ、自分が開放される段取りを立てる。
「どこにあるの、心臓」（Dónde estás corazón）
ある少女は、心臓病を持つ人々に執着し、その不規則な鼓動に異常な愛着を持っている。ある日、心臓病を患う男性と会い、自分の快楽のためにその男性の鼓動を操作し、聞くことを許される。このことでその男性の健康が危険にさらされるが、彼は少女の執着のために死を覚悟している。
「肉」（Carne）
サンティアゴ・エスピナは、アルバム『カルネ』のリリースに成功した後で自殺した。エスピナの極端なファンである2人の少女がエスピナが埋葬されている墓地に忍び込み、その死体を貪り食う。2人は逮捕され、精神病院に送られ、その間ずっとお互い以外の誰とも話をせず、国中にヒステリーを引き起こした。
「誕生会でも洗礼式でもなく」（Ni cumpleaños ni bautismos）
ニコは多くの奇妙な撮影依頼を受けている。ある日、娘のマルセラが見ている幻覚が現実ではないことわからせるために、幻覚を見ている最中の娘を撮影してほしいと依頼される。マルセラはニコのビデオに納得せず、ニコはマルセラの体が傷だらけであることに気づく。マルセラはニコに寝ている間に「彼」が切りつけたと話し、ニコには彼が見えないことに失望する。
「戻ってくる子供たち」（Chicos que vuelven）
メチはブエノスアイレスで迷子や疾走した子供たちの記錄庫を管理している。ある日、メチはビデオに死ぬところが映っているはずの行方不明の子供たちが公園に座っているのを発見する。これを手始めに行方不明になった何百人もの子供たち、行方不明になったときと変わらない姿で、どこからともなく再び姿を現すようになる。しかし、子供たちの両親は子供たちを認めず、家から追い出し始める。子供たちは皆廃屋に集まり、メチは答えを求めて彼らを訪れる。

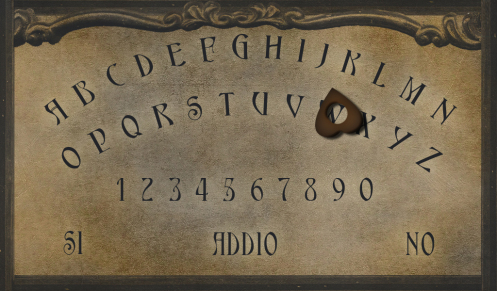
ウィジャボード

「寝煙草の危険」（Los peligros de fumar en la cama）
パウラが外の煙の臭いで目を覚ますと、アパートが火事になり、煙草を吸いながら眠っていた死亡していたことを知る。
パウラはベッドに戻るが眠れない。
パウロはシーツでテントを作り、その下にランプを置いて煙草でシーツに穴を開ける。
テントの外で天井を見ると星が降り注いでいるように見えて、パウラは称賛する
「わたしたちが死者と話していたとき」（Cuando hablábamos co los muertos）
少女たちのグループがウィジャボードを使おうとしてもいつもうまく行かず、ある霊が少女の一人がそのボードに属していないことを告げる。少女たちはそれぞれが失踪した知り合いのことを思い浮かべるが、ピノキアだけは誰のことも思い出せない。ある夜、ピノキアの兄が彼女の前から姿を消してしまう。霊は少女たちに、ピノキアこそが属していない存在だと告げる。

## 出版と翻訳
当初、2009年にアルゼンチンの読者向けに一連の短編小説をスペイン語で出版した。2017年に、エンリケスの初期の作品『わたしたちが火の中で失くしたもの』の英訳版が成功したことをうけて、ミーガン・マクダウェルが『寝煙草の危険』を英訳し、2021年1月に主流読者むけに出版した。この英訳版はアメリカ合衆国ではホガース・ブックスから出版された。日本では2023年5月22日に宮崎真紀による翻訳で国書刊行会から出版された。

## 受け入れ
エンリケスの短編集のミーガン・マクダウェルによる2021年の英訳は、アメリカの読者に非常に好意的に受け入れられ、多くの評論家がエンリケスが描き出した心を揺さぶるシート、強烈なイメージを絶賛した。
この短編集は、出版された2021年のブッカー国際賞の最終選考に残った。ブッカー国際賞は、イギリスを拠点とするブッカー賞財団が毎年授与する賞である。さらに、同年のカーカス賞の最終選考にも残った。